# Calcatodrillia chamaeleon
Calcatodrillia chamaeleon é uma espécie de gastrópode do gênero Calcatodrillia, pertencente a família Pseudomelatomidae.